# Bipuncticoris chlorus
Bipuncticoris chlorus är en insektsart som beskrevs av Alan C. Eyles och Carvalho 1995. Bipuncticoris chlorus ingår i släktet Bipuncticoris och familjen ängsskinnbaggar. Inga underarter finns listade i Catalogue of Life.